# 拉索尔索特
拉索尔索特（法語：La Saulsotte，法語發音：[la solsɔt]）是法国奥布省的一个市镇，属于塞纳河畔诺让区。

## 地理
拉索尔索特（48°32'33"N, 3°30'6"E）面积18.93 平方千米，位于法国大東部大區奥布省，该省份为法国中北部省份，北起马恩省，西接塞纳-马恩省，西南至约讷省，东南至科多尔省，东临上马恩省。
与拉索尔索特接壤的市镇（或旧市镇、城区）包括：巴尔比斯、塞纳河畔马尔奈、蒙波捷、塞纳河畔诺让、圣尼古拉拉沙佩勒、博什里-圣马丹、大沙洛特尔、卢昂-维勒格吕-方丹。

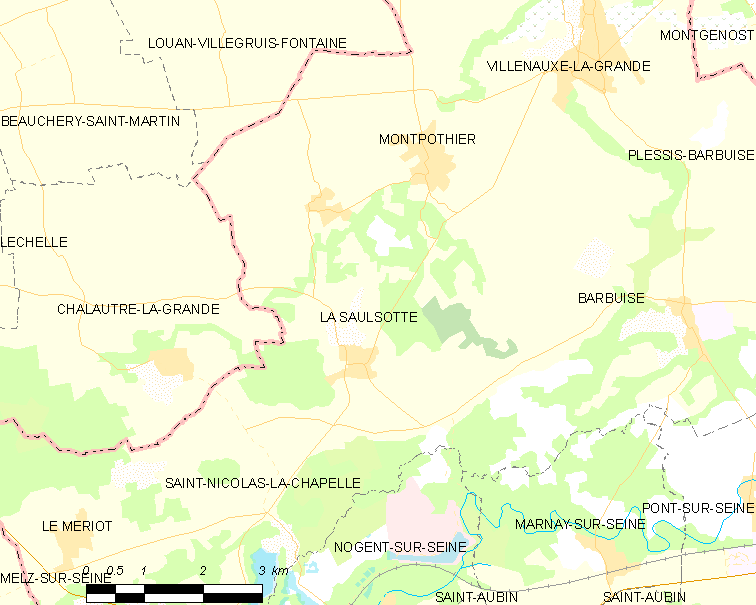
拉索尔索特的OSM定位图

拉索尔索特的时区为UTC+01:00、UTC+02:00（夏令时）。

## 行政
拉索尔索特的邮政编码为10400，INSEE市镇编码为10367。

## 政治
拉索尔索特所属的省级选区为塞纳河畔诺让县。

## 人口

1962-2008年间拉索尔索特人口变化图示

拉索尔索特于2022年1月1日时的人口数量为681人。